# Człowiek na torze
Człowiek na torze – polski film psychologiczny z 1956 w reżyserii Andrzeja Munka, zrealizowany na podstawie scenariusza Jerzego Stefana Stawińskiego. Fabuła filmu przedstawia śledztwo w sprawie śmierci starego maszynisty Orzechowskiego (Kazimierz Opaliński), który zginął przejechany przez pociąg. Zeznania trzech świadków zdarzenia, mających odmienne opinie na temat osobowości Orzechowskiego, są wzajemnie sprzeczne, lecz prowadzą ku mrocznej prawdzie o toksycznych relacjach pomiędzy kolejarzami.
Zdjęcia do Człowieka na torze były kręcone pomiędzy kwietniem a wrześniem 1956 jeszcze przed odwilżą październikową 1956. Dzieło Munka i Stawińskiego, zarówno w Polsce, jak i za granicą, zostało przeważnie pozytywnie przyjęte przez krytyków. Zyskało też miano „pierwszego filmu polskiego Października”. W filmie pojawił się unikatowy w kinematografii polskiej rozrachunek z ówczesnymi dokonaniami kina socrealistycznego, a także z okresem stalinizmu. Człowiek na torze jest jednym z pierwszych dzieł polskiej szkoły filmowej.

## Fabuła
Akcja filmu rozpoczyna się od ujęć pędzącego nocą pociągu pospiesznego. Podczas niezakłóconej dotąd niczym jazdy personel pociągu dostrzega w oddali człowieka, który nagle wszedł na tor. Pomimo gwałtownego zahamowania pociągu, mężczyzna zostaje przejechany. Obsada lokomotywy rozpoznaje, że ofiarą jest emerytowany maszynista Orzechowski i dostrzega semafor kształtowy, na którym pali się tylko jedna lampa, oznaczająca wolną drogę bez zmniejszenia prędkości.
W dawnej parowozowni Orzechowskiego, w której pracuje jego dawny pomocnik Zapora, zbiera się komisja, która próbuje ustalić przyczyny zdarzenia. Biorą w niej udział: naczelnik wydziału politycznego okręgowej dyrekcji Warda; inspektor Konarski; naczelnik parowozowni Tuszka; a także przedstawiciel Polskiej Zjednoczonej Partii Robotniczej, instruktor KW Karaś. Przesłuchują oni osoby mające wiedzę o Orzechowskim, z których opowieści wyłaniają się wzajemnie sprzeczne relacje.
W pierwszej opowieści naczelnik Tuszka otwarcie oskarża Orzechowskiego o sabotaż, który mógł być wynikiem zemsty za odesłanie starego maszynisty na emeryturę. Tuszka wspomina go jeszcze z czasów, gdy sam był przed wojną pomocnikiem maszynisty w parowozowni Jarosław. W relacji Tuszki Orzechowski był „wrogiem klasowym”, pedantem oraz człowiekiem z minionej epoki, który z pogardą odnosił się do szybko awansujących młodych kolejarzy. W roku poprzedzającym tragiczne zdarzenia Tuszka został oddelegowany do parowozowni z zadaniem wprowadzenia w niej postępowych zmian i oszczędności. Orzechowski, oskarżany przez Tuszkę o marnotrawstwo węgla, został przezeń poddany wzmożonej obserwacji. Zamierzając rozbić brygadę starego maszynisty, Tuszka wymienił pomocnika Orzechowskiego, Jankowskiego, na innego – Stanisława Zaporę, członka ZMP. Miesiąc później rozpoczęły się przygotowania do współzawodnictwa. Na zebraniu wszystkich brygad Orzechowski jednak zaprotestował przeciwko spalaniu gorszych gatunków węgla, skazując się na ostracyzm otoczenia. W następstwie został zmuszony przez Tuszkę do przejścia na emeryturę.
Pomimo że Tuszka nie potrafi dokładnie odpowiedzieć sceptycznemu inspektorowi Konarskiemu, co skłoniło Orzechowskiego do „sabotażu”, pierwsza wersja zdarzeń zostaje wstępnie zaakceptowana. Karaś jednak domaga się, aby przesłuchać jako drugiego świadka Zaporę. Opowieść, którą przedstawia Zapora, różni się nieco od wersji zdarzeń przedstawianej przez Tuszkę. Cztery lata przed tragedią Zapora, który bezskutecznie po II wojnie światowej próbował znaleźć sobie zajęcie i parał się szabrownictwem, dzięki Tuszce otrzymał pracę w kolei. Początkowo pracował z mechanikiem Krokusem, który nauczył go zawodu. Na polecenie Tuszki Zapora został pomocnikiem mechanika Orzechowskiego (obok palacza Nowaka), mając okazję bliżej poznać maszynistę. Sam Orzechowski dał się poznać jako człowiek surowy i traktujący z góry młodych podwładnych, zarazem pedantyczny w dbaniu o parowóz i nie rezygnujący ze starych nawyków. Początkowo przekorny wobec Orzechowskiego, Zapora powoli uczył się rzetelności w wykonywaniu zawodu i szacunku dla swego przełożonego. Słysząc dialog Orzechowskiego z przyjacielem tegoż Frankiem, Zapora mógł się przekonać, iż oschłość przełożonego wynikała z przywiązania i szacunku do wykonywanego przezeń zawodu (na awans Orzechowski czekał 12 lat), a stary maszynista czuł się nieswojo w klimacie ciągłego współzawodnictwa oraz nieufności młodych, którzy zawiązali przeciwko niemu spisek. Zapora ujawnia, że w chwili zdarzenia pojedyncza lampa na semaforze pokazywała wolną drogę, podczas gdy w rzeczywistości szybko jadący pociąg wykoleiłby się na zwrotnicy, gdyby nie rozpoczął hamowania na widok człowieka na torze. Zapora, czując się odpowiedzialny za śmierć Orzechowskiego – wszak to on jechał pociągiem, który go przejechał – prosi Tuszkę o przeniesienie.
Jako ostatni świadek zostaje wezwany dróżnik przejazdowy Sałata, który wstępnie zostaje oskarżony o zgaszenie lampy w semaforze i rzekome zepchnięcie Orzechowskiego pod semafor. Sałata twierdzi, że zapalił obie lampy przy semaforze, a Orzechowskiego oskarżał o stoczenie się w pijaństwo. Zapora wtedy przerywa zeznanie Sałaty, twierdząc iż Orzechowski nigdy się nie upijał. Dróżnik upiera się w zeznaniach, iż Orzechowski był niespełna rozumu, czemu jednak przeczą badania lekarskie wskazujące na „silne podniecenie” denata. Karaś dopytuje Sałatę w sprawie dnia wypadku. Dróżnik stwierdza, że miał „istny dzień nieszczęść”; jego chora żona Zofia została odwieziona do szpitala, a on sam musiał się zająć dziećmi. Kamera pokazuje, iż w trakcie jego nieuwagi jedna z córek podmieniła kolejność lamp, znajdujących się na ławie, w wyniku czego dolał on do jednej lampy podwójną porcję nafty. Druga z lamp, która posiadała szczątkową ilość nafty, szybko zgasła na semaforze.
Karaś, jako bezstronny sędzia podczas zebrania komisji, rekonstruuje przebieg zdarzeń, który ujawnia szereg nieprawidłowości ze strony kolejarzy. Jak się okazuje, maszynista Orzechowski – który z tęsknoty za dawnym stanowiskiem przyszedł w odwiedziny do Sałaty – zauważył zgaszoną lampę. Na darmo zużywając osiem zapałek przed pojawieniem się pociągu i nie mogąc zapalić lampy, celowo wszedł na tory, dając znaki Zaporze. Dzięki swojej ofierze Orzechowski zapobiegł wykolejeniu się szybko jadącego pociągu i znacznie większej katastrofie. Potem zalega cisza, którą przerywa Tuszka, otwierając okno na oścież ze słowami: „Duszno tu”.

## Obsada

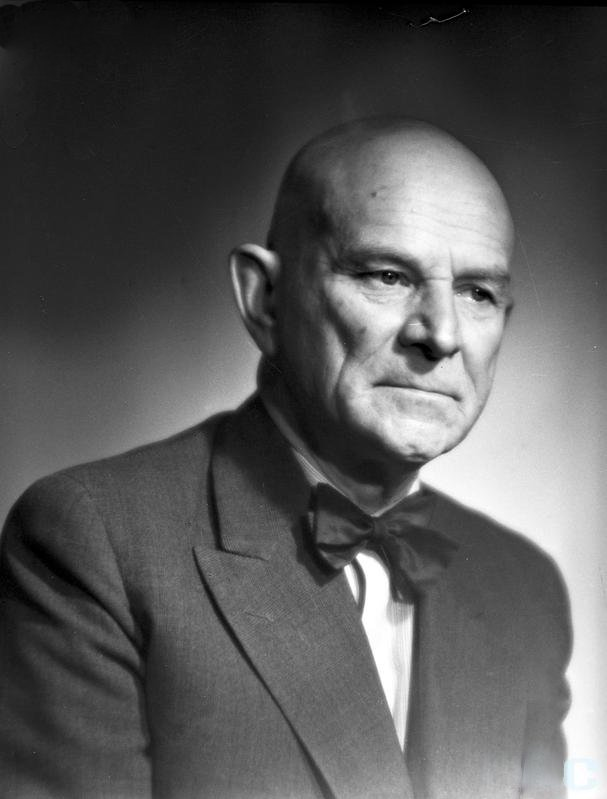
Kazimierz Opaliński, odtwórca roli Orzechowskiego

| Aktor                    | Rola                                                      |
| Kazimierz Opaliński      | maszynista (później emeryt) Władysław Orzechowski         |
| Zygmunt Maciejewski      | zawiadowca Tuszka                                         |
| Zygmunt Zintel           | dróżnik Witold Sałata                                     |
| Zygmunt Listkiewicz      | pomocnik maszynisty (później maszynista) Stanisław Zapora |
| Roman Kłosowski          | palacz (później pomocnik) Marek Nowak                     |
| Kazimierz Fabisiak       | Konarski, członek komisji                                 |
| Ludosław Kozłowski       | towarzysz Karaś, przedstawiciel KW w komisji              |
| Janusz Bylczyński        | Warda, członek komisji                                    |
| Stanisław Marzec-Marecki | sekretarz partii w parowozowni                            |
| Józef Para               | kolejarz                                                  |
| Stanisław Jaworski       | kolejarz Franek, przyjaciel Orzechowskiego                |
| Celina Klimczak          | Zofia Sałata, żona dróżnika                               |
| Natalia Szymańska        | żona maszynisty Orzechowskiego                            |
| Józef Nowak              | Jankowski, pomocnik Orzechowskiego                        |
| Janusz Paluszkiewicz     | mechanik Krokus, uczestnik zebrania                       |
| Eugenia Herman           | pasażerka pociągu                                         |
| Zygmunt Malawski         | konduktor                                                 |
| Dobrosław Mater          | pasażer pociągu                                           |
| Leon Niemczyk            | mężczyzna ubijający interes na peronie                    |

## Produkcja

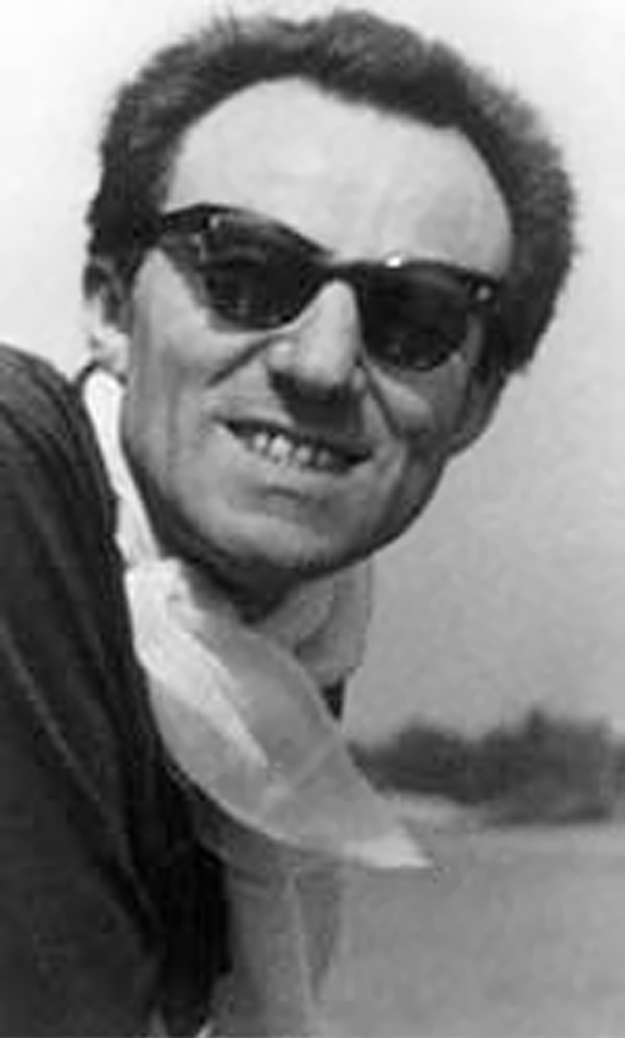
Reżyser filmu Andrzej Munk

Prace nad Człowiekiem na torze Andrzej Munk rozpoczął jeszcze pod koniec 1955. Reżyser, który miał za sobą realizację licznych dokumentalnych filmów socrealistycznych, zamierzał rozsadzić od środka ulegającą stopniowej kompromitacji konwencję „produkcyjniaka”. Od Człowieka na torze rozpoczęła się współpraca Munka ze scenarzystą Jerzym Stefanem Stawińskim, którego opowiadanie Tajemnica maszynisty Orzechowskiego posłużyło jako źródło adaptacji filmowej. Biuro Scenariuszowe Centralnego Urzędu Kinematografii, otrzymawszy gotowy scenariusz, zatwierdziło go do realizacji, jednak komisja przestrzegła Munka i Stawińskiego przed „przegięciem pałki”. Tymczasem, jak twierdził Stawiński, „w trakcie realizacji Munk pałkę tę przeginał tak skutecznie, że powstał jedyny w tych czasach film atakujący [...] zło minionych lat”. W późniejszym wywiadzie udzielonym Stanisławowi Janickiemu Munk twierdził, iż w czasach stalinizmu „zbyt łatwo było [...] oskarżać. [...] Człowiek na torze był też wyrazem sprzeciwu wobec zrzucania odpowiedzialności za każde zło na «wroga»”.

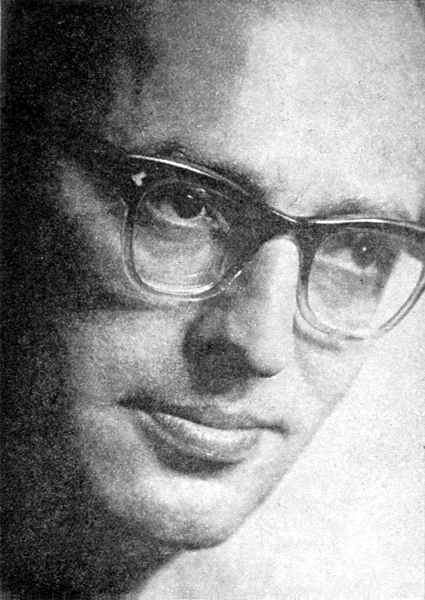
Jerzy Stefan Stawiński, scenarzysta filmu (1965)

Operatorem zdjęć był Romuald Kropat, który starał się jak najwiarygodniej oddać obraz codziennego życia na kolei i wprowadzić widza w świat – jak określał to Stanisław Ozimek:

Brudny od smarów, czarny od dymu, a równocześnie pełen dynamizmu, błyskających szyn, szczękających rozjazdów, zapadających szlabanów, migających okien wagonów.

Pod względem estetycznym film Munka był wzorowany na dokonaniach włoskiego neorealizmu, a przy pracach nad nim reżyser wykorzystał doświadczenia ze swojego filmu dokumentalnego Kolejarskie słowo. Zdjęcia do Człowieka na torze zakończyły się we wrześniu 1956.

### Plenery
Pierwsze zdjęcia do Człowieka na torze Munk kręcił w kwietniu 1956, we wnętrzach starej parowozowni w Ostrowcu Świętokrzyskim. Za inne plenery posłużyły: Dworzec Wschodni w Warszawie, stacje Wrocław Główny i Łódź Chojny oraz plenery w Zduńskiej Woli. Ponadto sceny kręcono również na tle oraz w budce maszynisty parowozu Polskich Kolei Państwowych – Pt47-38.
| Plenery filmu Człowiek na torze |                               |                         |                         |
| Miasto                          | Miejsce                       | Adres                   | Uwagi                   |
| Łódź                            | Stacja Łódź Chojny            | ul. Śląska              |                         |
| Warszawa                        | Stacja Warszawa Wschodnia     | ul. Kijowska            | Parowozownia            |
| Wrocław                         | Stacja Wrocław Główny         | ul. Józefa Piłsudskiego |                         |
| Zduńska Wola                    | Stacja Zduńska Wola Karsznice | ul. Karsznicka          | Stacja Lemiesze         |
| Zduńska Wola                    |                               | ul. Szadkowska          | Budynek dróżnika Sałaty |

### Wydania
W 2005 nakładem wydawnictwa Polart Distribution wydana została edycja Człowieka na torze na płytach DVD, o formacie obrazu 1,33:1 oraz ze zremasterowanym dwukanałowym udźwiękowieniem Dolby Stereo. W 2007 dystrybutor Best Film wydał w ramach serii Klasyka kina polskiego także edycję z dźwiękiem Dolby Digital 5.1.

## Odbiór

### Opinie w chwili premiery
Człowiek na torze miał premierę 17 stycznia 1957, zbierając skrajnie zróżnicowane oceny. Z jednej strony poparcie dla niego wyrazili Jerzy Płażewski, Jerzy Kajetan Zawistowski oraz Jan Józef Szczepański. Płażewski na łamach „Życia Literackiego” uznał dzieło Munka i Stawińskiego za „pierwszy film polskiego Października”; Zawistowski twierdził, że Człowiek na torze jest „utworem trafiającym w jeden z najbardziej bolesnych fragmentów naszego życia”, podczas gdy piszący dla „Tygodnika Powszechnego” Szczepański docenił obecność w filmie „ludzi złożonych, wieloznacznych, portretowanych w półtonach [...] zamiast białych i czarnych automacików”. Z drugiej strony trafiały się głosy dezaprobaty. Jerzy Hordyński uznawał Człowieka na torze za kolejny film produkcyjny, anachroniczny już w momencie premiery: „Z ekranu wieje śmiertelna nuda. Rok produkcji 1956. Przecieram oczy ze zdumienia...”
Kontrowersje dzieło Munka i Stawińskiego wywołało również za granicą. W Czechosłowacji, na festiwalu w Karlowych Warach film nie otrzymał żadnej z głównych nagród, a Munk został uhonorowany jedynie nagrodą za reżyserię ex aequo z Vladimirem Pogačiciem. W prasie przeważały wprawdzie pochlebne oceny, na przykład krytyk gazety „Lidová Demokracie” uważał, że Człowiek na torze odznacza się „wyjątkowo wysokim poziomem artystycznym”, natomiast František Vrba dla pisma „Literarné Noviny” chwalił film za zaangażowanie polityczne: „Film Munka z całą żarliwością stawia pytanie: kto odpowiedzialny jest za ludzką tragedię, w której nie było bezpośredniego winowajcy”. Reprezentujący dogmatyzm marksistowski krytyk Jiří Plachetka z „Rudého Práva” wyrażał odmienne stanowisko, krytykując autorów filmu za tendencyjność i bezsensowną bohaterską śmierć protagonisty. Gene Moskowitz z brytyjskiego „Sight & Sound” uznawał Człowieka na torze za anachroniczny już w momencie popaździernikowej odwilży, traktując go jako przejaw kina względnej wolności. Człowieka na torze wyjątkowo cenił sobie natomiast francuski krytyk Georges Sadoul, uznając go za film nawet lepszy od Kanału (1957) Andrzeja Wajdy, wręcz za „odważne i polemiczne [...] arcydzieło młodego polskiego reżysera”. Sadoul pisał, że „film Munka zachwyca wręcz klasyczną lakonicznością”, a „opowiadanie cechuje wielka czytelność”.

### Opinie po latach
W retrospektywnej analizie z 1979 Jan Słodowski stwierdził, iż:

Człowiek na torze jest dziełem o wyjątkowej, bardzo precyzyjnej, otwartej konstrukcji. Jest ona niezmiernie ważna dla siły i sugestywności oddziaływania; jest również – jak na ówczesną polską kinematografię – bardzo nowoczesna.

Słodowski zaliczył film Munka do przedstawicieli fabularnej odmiany „czarnej serii”, zauważając, że w porównaniu z filmami dokumentalnymi tego nurtu „Munk odwrócił tylko relacje – po serii inscenizowanych dokumentów zrealizował film, którego siła oddziaływania wynika z sugestii poetyki otwartej na rzeczywistość”. Stopniowo w Człowieku na torze odnajdywano inspirację Obywatelem Kane’em (1941) Orsona Wellesa oraz Rashōmonem (1950) Akiry Kurosawy, a także próbę rozliczenia Munka ze swoją przeszłością spędzoną dotychczas na kręceniu propagandowych filmów dokumentalnych.
Co więcej, zdaniem Tadeusza Lubelskiego Człowiek na torze rozsadzał podstawowy schemat utworów socrealistycznych, jednocześnie potępiając istotę stalinowskiego systemu: „rozbijanie naturalnych międzyludzkich więzi”. Stuart Liebman z pisma „Cinéaste” pisał, że końcowa „rehabilitacja wroga klasowego” w momencie zmian politycznych „była względnie rzadka, jakkolwiek pilnie potrzebna”. Zdaniem Stuarta Klawansa z „Film Comment” Człowiek na torze nie miałby znaczenia innego niż historyczne, gdyby nie „wspaniale zniuansowana rola Opalińskiego oraz ekscytująca reżyseria”, a dzięki oszczędnej inscenizacji miejsc akcji ich „surowa energia przepełniła opowieść”.
Marek Hendrykowski tak ocenił film po latach:

Przełomowe znaczenie Człowieka na torze dla rozwoju polskiego kina powojennego nie sprowadza się do użycia jakiegoś jednego szczególnego chwytu czy nowej, całkowicie oryginalnej konwencji estetycznej. Polega ono na czymś całkiem innym: na tym mianowicie, iż jego twórca pierwszy w naszej kinematografii postawił na film jako medium publicznej debaty. W roku 1956 było to w naszym filmie novum absolutne i właśnie Andrzejowi Munkowi zawdzięcza polska sztuka filmowa powołanie do życia jej nowego, nieistniejącego wcześniej paradygmatu, w którym zawierają się pełnione przez nią odtąd funkcje społeczne.

Natomiast Robert Birkholc w retrospektywnym artykule o filmie podkreślił, że:

Człowiek na torze przemawia do widza przede wszystkim znakomicie odmalowanym tłem obyczajowym [...] i zniuansowanym portretem psychologicznym głównego bohatera, świetnie zagranego przez Kazimierza Opalińskiego .

Birkholc chwalił również pracę kamery i montaż, „dzięki którym dramat osiąga wysoką temperaturę emocjonalną i – nawet po prawie pięćdziesięciu latach od premiery – wciąga widza w akcję nie gorzej niż dobry kryminał” .
Portal Esensja.pl w 2017 umieścił Człowieka na torze na 34. miejscu na liście 50 najlepszych polskich filmów wszech czasów. W uzasadnieniu Sebastian Chociński napisał, że Munk „udowodnił ówczesnym aparatczykom od kinematografii, że bywają sytuacje, kiedy to nie masy, ale jednostka ma rację”. Szczególnie Chociński chwalił rolę Opalińskiego, którego „postać emanuje taką siłą wewnętrzną i charyzmą, że widz nawet przez moment nie ma wątpliwości, komu kibicować w tej rozgrywce”.